# Red Bull Racing RB21
Red Bull Racing RB21 — болід Формули-1, розроблений і виготовлений Red Bull Racing для участі в чемпіонаті Формули-1 2025. Пілотами стали чинний чемпіон Макс Ферстаппен, Ліам Ловсон та Юкі Цунода, який замінив Ловсона, починаючи з Гран-прі Японії.

## Ліврея

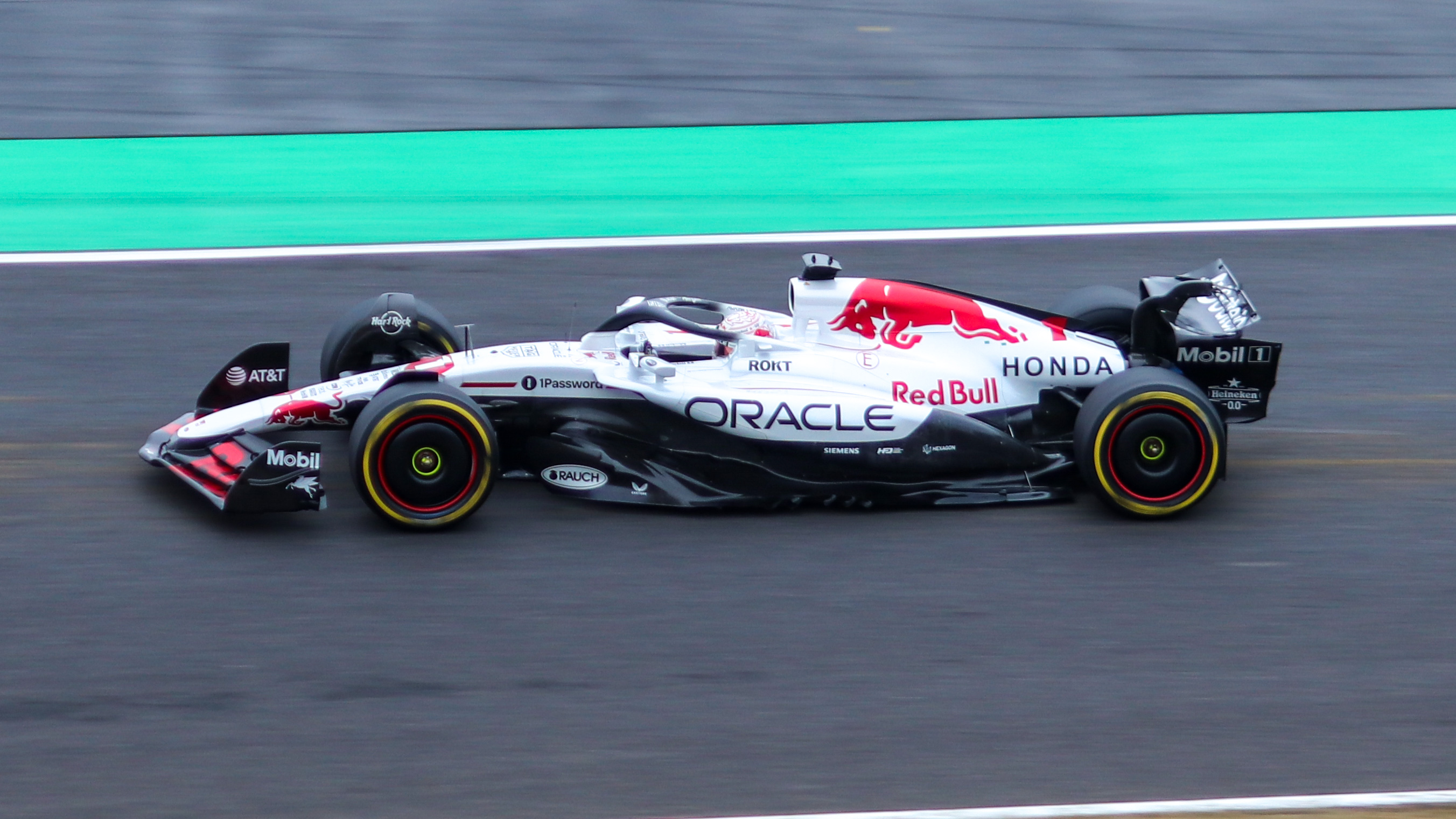
RB21 отримав спеціальну білу ліврею на Гран-прі Японії, що імітувала кольори Honda RA272, на честь партнерства Red Bull з Honda.

Ліврея RB21 була представлена на заході F1 75 на О2 Арені в Лондоні, разом з іншими командами, 18 лютого 2025 року. Ліврея була схожою на попередні, але з незначними змінами спонсорів.
На Гран-прі Японії RB21 отримав варіацію дизайну, який використовувався на Гран-прі Туреччини 2021 року, на честь останнього року їхнього партнерства з Honda. Дизайн включав матово-біле покриття з атласно-червоними логотипами, що імітували гоночні кольори Японії.
На Гран-прі Емілії-Романьї обидва автомобілі отримали номери у стилі болідів Red Bull 2005-2013 років, щоб відзначити їхнє 400-те Гран-прі.

## Історія змагань та розробки
Під час передсезонних тестів боліди Red Bull подолали 304 кола на Міжнародному автодромі Бахрейну. Після тестування Ферстаппен дійшов висновку, що через нижчу середню кількість пройдених кіл — найнижчу серед десяти команд загалом — команді «є над чим працювати», а Ловсон заявив, що з новим болідом є певні початкові проблеми.

### Початок сезону

#### Ферстаппен та Ловсон
Склад пілотів Red Bull на перші дві гонки 2025 року складався з чинного чемпіона Макса Ферстаппена, який виступав у парі з новачком Ліамом Ловсоном. Ловсон раніше вже виступав в частині гонок сезонів 2023 та 2024 років за дві сестринські команди Red Bull — Scuderia AlphaTauri та Visa Cash App RB — обидва рази замінюючи Данієля Ріккардо. Ловсон вперше з'явився на перших вільних заїздах за кермом Red Bull та AlphaTauri, починаючи з Гран-прі Бельгії 2022 року.
Під час кваліфікації до Гран-прі Австралії суперники з McLaren зайняли перший ряд, і Ферстаппену довелося задовольнитися третім місцем. Тим часом Ловсон вибув у першому сегменті, кваліфікувавшись вісімнадцятим, але був змушений стартувати в гонці з піт-лейну після зміни налаштувань під час дії режиму закритого парку. Після того, як Оскар Піастрі вилетів за межі траси, Ферстаппен піднявся на одну позицію та фінішував другим, а Ловсон зійшов з дистанції після удару об ту саму стіну, об яку раніше розбився дебютант Racing Bulls Ізак Аджар під час підготовчого кола. Наступний Гран-прі Китаю включав спринт, в якому Ферстаппен кваліфікувався другим і фінішував третім. В кваліфікації до основної гонки Ферстаппен опинився четвертим та фінішував на цій же позиції. Тим часом Ловсон двічі кваліфікувався останнім в один вікенд, стартувавши з піт-лейн у головній гонці, він фінішував чотирнадцятим у спринті та п'ятнадцятим в основній гонці, але піднявся до дванадцятого після трьох дискваліфікацій. Після невтішних розультатів Red Bull розпочали розглядати негайну заміну Ловсона.

#### Ферстаппен та Цунода
Перед Гран-прі Японії було оголошено, що Юкі Цунода замінить Ловсона, а новозеландець повернеться до команди Racing Bulls. Однак, Цунода розчарував у своєму дебюті в Red Bull, кваліфікувався п'ятнадцятим і фінішував дванадцятим, тоді як Ферстаппен здобув першу поул-позицію та перемогу Red Bull у сезоні. Red Bull провів слабкий Гран-прі Бахрейну: Ферстаппен кваліфікувався сьомим, постраждав від повільних піт-стопів та піднявся на шосте місце, а Цунода кваліфікувався десятим та фінішував дев'ятим після зіткнення з Williams Карлоса Сайнса-молодшого, що змусило іспанця зійти з гонки. Ферстаппен здобув поул-позицію на Гран-прі Саудівської Аравії, але поступився лідерством Піастрі після штрафу за отримання переваги при виїзді за межі траси в першому повороті. Тим часом Цунода кваліфікувався сьомим, зіткнувся з іншим болідом, цього разу з колишнім товаришем по команді AlphaTauri П'єром Гаслі і зійшов з дистанції на перших колах.
На Гран-прі Маямі Ферстаппен кваліфікувався до спринту четвертим, а Цунода вісімнадцятим. В спринті Ферстаппена небезпечно випустили з боксів перед Андреа Кімі Антонеллі з Mercedes, що принесло йому десятисекундний штраф. Через втручання машини безпеки після того, як Ловсон вибив Фернандо Алонсо, Ферстаппен опустився на останнє місце, що стало першим випадком, коли він не зміг набрати очки в будь-якому форматі гонки з часів Гран-прі Бельгії 2016 року. Стартувавши з піт-лейну після змін у налаштуваннях, Цунода фінішував шостим. В основній гонці Ферстаппен здобув поул-позицію та фінішував четвертим. Цунода кваліфікувався та фінішував десятим.

### Середина сезону
На Гран-прі Емілії-Романьї автомобіль отримав значний пакет оновлень та спеціальний дизайн номерів, натхненний попередніми лівреями для відзначення 400-го Гран-прі у Формулі-1 команди Red Bull Racing. В кваліфікації Цунода зіштовхнувся зі стіною в шостому повороті, через що був змушений стартувати з піт-лейну після повної перебудови його RB21. Однак Ферстаппен, який стартував другим, здобув перемогу після здобуття лідерства в першому повороті, а Цунода піднявся на десяту позицію та набрав одне очко.
Незважаючи на відсутність темпу, оскільки Цунода вилетів в другому сегменті кваліфікації з дванадцятим часом, а Ферстаппен кваліфікувався лише четвертим, Red Bull провели загалом чистий Гран-прі Монако. Під час першого етапу піт-стопів Ферстаппен опинився на першому місці та лідирував більшу частину гонки. Він та Red Bull розраховували на те, що наприкінці етапу Ферстаппен (або через автомобіль безпеки, або червоний прапор) зможе уникнути втрату часу через другу зупинку, але цього не сталося. Через новий регламент, що стосується вимушеної стратегії Монако з двома піт-стопами, Ферстаппену довелося зробити другу зупинку на передостанньому колі, віддавши лідерство Ландо Норрісу. Ферстаппен зрештою фінішував четвертим, а Цунода опустився на сімнадцяте місце, відставши на два кола.
Цунода кваліфікувався останнім на Гран-прі Іспанії, а Ферстаппен — третім. Під час самої гонки Ферстаппен зіштовхнувся з Джорджем Расселлом з Mercedes, що призвело до десятисекундного штрафу, який опустив його на десяте місце; Цунода стартував з піт-лейну та фінішував тринадцятим. Через те, що Рассел фінішував четвертим, Ферстаппен набрав лише одне очко, а Цунода завершив гонку без очок, Red Bull опустився на четверте місце в Кубку конструкторів, поступившись Mercedes.

## Результати
| Приклад                  | Опис                                                              |
| ------------------------ | ----------------------------------------------------------------- |
| 1                        | Переможець                                                        |
| 2                        | Друге місце                                                       |
| 3                        | Третє місце                                                       |
| 5                        | Фінішував у очковій зоні                                          |
| 12                       | Фінішував поза очковою зоною                                      |
| НКЛ                      | Фінішував, але не класифікований                                  |
| Схід                     | Не фінішував і не класифікований                                  |
| НКВ                      | Не кваліфікований                                                 |
| НПКВ                     | Не передкваліфікований                                            |
| ДСК                      | Дискваліфікований                                                 |
| тест                     | Тестер по п'ятницях                                               |
| НС                       | Брав участь у Гран-прі як бойовий пілот, але не стартував у гонці |
| Т                        | Травмований чи хворий                                             |
| Викл                     | Виключений із протоколу                                           |
| Від                      | Відмова від участі                                                |
| НТР                      | Не брав участі в тренуваннях                                      |
| НПР                      | Не прибув на Гран-прі                                             |
| С                        | Гонка скасована                                                   |
|                          | Не брав участі                                                    |
| Жирний шрифт             | Поул-позиція                                                      |
| Курсив                   | Найшвидше коло                                                    |
| Числоу верхньому індексі | Позиція в спринті, що передбачає нарахування очок                 |

| Рік      | Команда         | Двигун         | Шини | Пілот           | Гран-прі | Гран-прі | Гран-прі | Гран-прі | Гран-прі | Гран-прі | Гран-прі | Гран-прі | Гран-прі | Гран-прі | Гран-прі | Гран-прі | Гран-прі | Гран-прі | Гран-прі | Гран-прі | Гран-прі | Гран-прі | Гран-прі | Гран-прі | Гран-прі | Гран-прі | Гран-прі | Гран-прі | Очки | Місце |
| Рік      | Команда         | Двигун         | Шини | Пілот           | АВС      | КИТ      | ЯПО      | БАХ      | САУ      | МАЯ      | ЕМІ      | МОН      | ІСП      | КАН      | АВТ      | ВЕЛ      | БЕЛ      | УГО      | НІД      | ІТА      | АЗЕ      | СІН      | США      | МЕХ      | САП      | ЛВГ      | КАТ      | АБУ      | Очки | Місце |
| -------- | --------------- | -------------- | ---- | --------------- | -------- | -------- | -------- | -------- | -------- | -------- | -------- | -------- | -------- | -------- | -------- | -------- | -------- | -------- | -------- | -------- | -------- | -------- | -------- | -------- | -------- | -------- | -------- | -------- | ---- | ----- |
| 2025     | Red Bull Racing | Honda RBPTH003 | P    | Макс Ферстаппен | 2        | 43       | 1        | 6        | 2        | 4        | 1        | 4        | 10       | 2        |          |          |          |          |          |          |          |          |          |          |          |          |          |          | 162* | 4*    |
| 2025     | Red Bull Racing | Honda RBPTH003 | P    | Ліам Ловсон     | Схід     | 12       |          |          |          |          |          |          |          |          |          |          |          |          |          |          |          |          |          |          |          |          |          |          | 162* | 4*    |
| 2025     | Red Bull Racing | Honda RBPTH003 | P    | Юкі Цунода      |          |          | 12       | 9        | Схід     | 106      | 10       | 17       | 13       | 12       |          |          |          |          |          |          |          |          |          |          |          |          |          |          | 162* | 4*    |
| Джерело: |                 |                |      |                 |          |          |          |          |          |          |          |          |          |          |          |          |          |          |          |          |          |          |          |          |          |          |          |          |      |       |

* Сезон триває.